# Пештяна-Жіу
Пештяна-Жіу (рум. Peșteana-Jiu) — село у повіті Горж в Румунії. Входить до складу комуни Билтень.
Село розташоване на відстані 225 км на захід від Бухареста, 20 км на південь від Тиргу-Жіу, 70 км на північний захід від Крайови.

## Населення
За даними перепису населення 2002 року у селі проживали 2204 особи.
Національний склад населення села:
| Національність | Кількість осіб | Відсоток |
| -------------- | -------------- | -------- |
| румуни         | 2091           | 94,9%    |
| цигани         | 112            | 5,1%     |

Рідною мовою назвали:
| Мова      | Кількість осіб | Відсоток |
| --------- | -------------- | -------- |
| румунська | 2171           | 98,5%    |
| циганська | 32             | 1,5%     |